# St. Kastulus (Schallenkam)

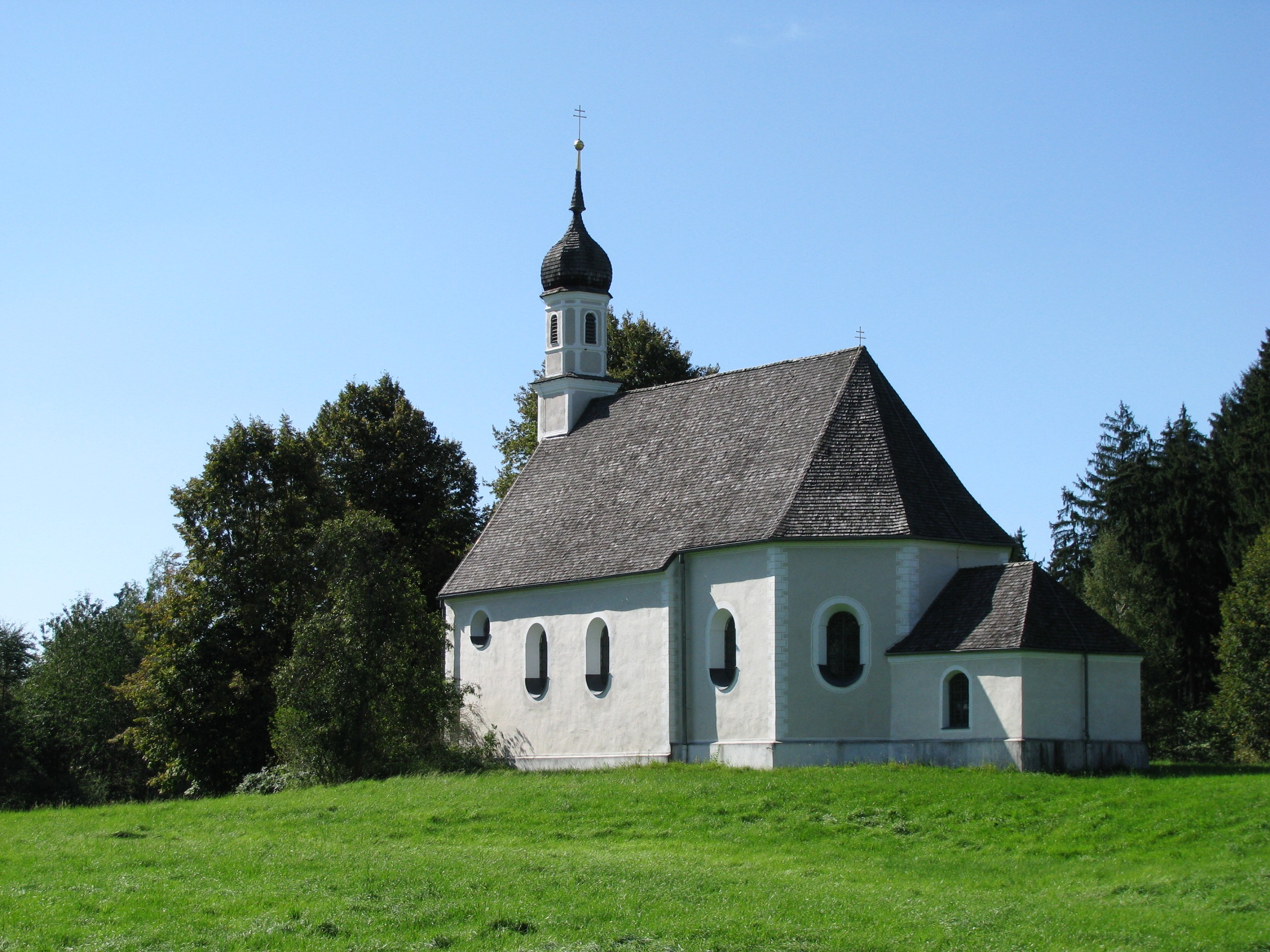
Kapelle St. Kastulus in Schallenkam

Die katholische Kapelle St. Kastulus in Schallenkam, einem Gemeindeteil von Münsing im oberbayerischen Landkreis Bad Tölz-Wolfratshausen, wurde 1678 vom Kloster Beuerberg errichtet. Die dem heiligen Kastulus geweihte Kapelle ist ein geschütztes Baudenkmal.

## Beschreibung
Der barocke Saalbau mit leicht eingezogenem Chor und westlichem Dachreiter mit Zwiebelturm wurde 1740 durch Ignaz Anton Gunetzrhainer umgebaut. Das Tonnengewölbe ruht auf verkröpften Pilastern.
Die drei Altäre stammen aus dem 18. Jahrhundert.